# Heartbreaker (Dionne-Warwick-Lied)
Heartbreaker ist ein Lied der US-amerikanischen Pop- und Soulsängerin Dionne Warwick, das im Jahr 1982 als Single veröffentlicht wurde.

## Entstehung und Veröffentlichung
Das Lied wurde von den Bee Gees, Barry, Maurice und Robin Gibb, geschrieben, wobei Barry Gibb im Background-Gesang des Refrains zu hören ist. Das Lied wurde von Barry Gibb, Karl Richardson und Albhy Galuten produziert und in den Aufnahmestudios Middle Ear, Miami Beach und Media Sound, New York abgemischt. Es war eine Single-Auskopplung aus dem gleichnamigen Album, hatte eine Länge von 4:16 Minuten und wurde über das Label Arista Records veröffentlicht. Auf der B-Seite der Single befindet sich das Lied I Can't See Anything (But You), das von Barry Gibb, Albhy Galuten, und Maurice Gibb geschrieben wurde.

## Rezeption

### Bewertungen und Versionen
Warwick gab in den Billboard Book of Number One Adult Contemporary Hits von Wesley Hyatt an, dass sie das Lied nicht liebte, sondern aufgenommen hätte, weil sie dem Urteil der Bee Gees vertraute, dass es ein Hit werden würde. Das Lied wurde Warwicks erfolgreichste Soloveröffentlichung der 1980er Jahre. The Bee Gees nahmen eine Version mit Barry Gibb als Sänger auf, die auf den Alben Their Greatest Hits, The Record und Love Songs veröffentlicht wurde.
Im Jahr 2004 veröffentlichte der J-Pop-Sänger Junichi Inagaki eine Coverversion von Heartbreaker in japanischer Sprache auf seinem Album Revival II. Im Jahr 2007 hatte die deutsche Reggae-Pop-Band Blue Lagoon eine Coverversion von Heartbreaker auf ihrem Album Sentimental Fools, die auch als Single veröffentlicht wurde und Platz 57 in der Schweiz erreichte.

### Charts und Verkäufe
Der Song erreichte die Spitze der Charts auf der ganzen Welt und ist einer der größten Hits in Warwicks Karriere. Er erreichte die Top 10 der US Billboard Hot 100 Charts im Januar 1983 und war auch ein Nr. 1 Adult Contemporary Hit. In den UK Single Charts erreichte das Lied im November 1982 für zwei Wochen Platz 2.
| ChartsChartplatzierungen       | Höchstplatzierung | Wochen |
| ------------------------------ | ----------------- | ------ |
| Deutschland (GfK)              | 10 (22 Wo.)       | 22     |
| Österreich (Ö3)                | 10 (10 Wo.)       | 10     |
| Schweiz (IFPI)                 | 4 (10 Wo.)        | 10     |
| Vereinigtes Königreich (OCC)   | 2 (15 Wo.)        | 15     |
| Vereinigte Staaten (Billboard) | 10 (22 Wo.)       | 22     |

| Land/Region                  | Auszeichnungen für Musikverkäufe (Land/Region, Auszeichnung, Verkäufe) | Verkäufe |
| ---------------------------- | ---------------------------------------------------------------------- | -------- |
| Vereinigtes Königreich (BPI) | Silber                                                                 | 250.000  |
| Insgesamt                    | 1× Silber ·                                                            | 250.000  |